# Metathorax
Der Metathorax (abgeleitet vom griechischen meta für „hinter“ und thorax für „Brustpanzer“), auch Hinterbrust, ist das dritte und damit letzte Segment des Brustbereiches (Thorax) der Insekten. Vor ihm kommen der Pro- und der Mesothorax. Alle Thoraxsegmente der Insekten tragen jeweils ein Beinpaar, beim Metathorax sind dies die Hinterbeine. Außerdem trägt der Metathorax das zweite Flügelpaar (Hinterflügel) der Fluginsekten. Dieses kann allerdings auch fehlen oder zu Schwingkölbchen (Halteren) umgebildet sein.

## Belege
1. ↑  Metathorax. In: Herder-Lexikon der Biologie. CD-ROM, Spektrum Akademischer Verlag, Heidelberg 2003, ISBN 3-8274-0354-5.
2. 1 2  Hinterbrust. In: Herder-Lexikon der Biologie. CD-ROM, Spektrum Akademischer Verlag, Heidelberg 2003, ISBN 3-8274-0354-5.
3. 1 2  Hinterbrust. In: Lexikon der Biologie. Spektrum Akademischer Verlag, Heidelberg 1999; abgerufen am 17. August 2015.
4. ↑  Halteren. In: Herder-Lexikon der Biologie. CD-ROM, Spektrum Akademischer Verlag, Heidelberg 2003, ISBN 3-8274-0354-5.